# Khusimol
El khusimol és un sesquiterpè que es troba a l'oli de vetiver. Conté un nucli d'hidrocarbur tricíclic, amb un grup hidroximetil, dos grups metil i un grup metilè. Constitueix la major part de l'oli de vetiver, al voltant del 15%. La substància va ser descoberta inicialment per D. C. Umarani el 1966 i separada mitjançant destil·lació i cromatografia en columna.